# André Drobecq
André Drobecq, né le 25 novembre 1900 à Lormaison et mort le 18 juillet 1997 à Méru, est un coureur cycliste français qui a participé à plusieurs tours de France.

## Biographie
André Adolphe Drobecq est né le 25 novembre 1900 à Lormaison dans le département de l'Oise. Il épouse, le 7 juin 1924 à Méru, Marcelle Olga Barré. Ils sont les parents de Roger Drobecq pilote de moto-cross et les grands-parents du pilote de moto-cross Patrick Drobecq.
Lors de son service militaire, en 1920, il a pour profession mécanicien vélos.
Il possède un magasin de cycles, rue Pierre Curie, à Méru, son fils Roger le reprendra.
Il participe à la vie sportive de Méru en fondant le tennis club de Méru le 28 mars 1961. il dépose, en tant que président et fondateur, les statuts à la Préfecture de Beauvais, le 25 janvier 1962.
Il meurt le 18 juillet 1997 à l'hôpital de Méru.

## Carrière cycliste

### Tour de France
Il participe à plusieurs tours de France : 
- Tour de France 1925[7];
- Tour de France 1926[8],[9]; Il termine à la dernière place du Tour de France 1926
- Tour de France 1927[4]. À la 22e étape, lors du passage à Méru, la ville où il habite, une grande banderole barrait la rue, sur laquelle était inscrit « Honneur à Drobecq, touriste-routier »[10].

### Autres courses
En avril 1926, il participe au 27e Paris-Roubaix comme coureur isolé avec le dossard 198.
En mai 1926, il participe au 32e Bordeaux-Paris.

## Hommage
La « Pédale Méruvienne » donne son nom à une épreuve de cyclo-cross de 18 kilomètres, le prix André Drobecq.
Une rue porte son nom à Méru.